# Cheroqui
Los cheroquis (en inglés: Cherokee, en cheroqui: ᎠᏂᏴᏫᏯ; ah-ni-yv-wi-ya) son uno de los pueblos indígenas de los bosques del sureste de los Estados Unidos. Antes del siglo XVIII, se concentraban en sus países de origen, en pueblos a lo largo de los valles de los ríos de lo que ahora es el suroeste de Carolina del Norte, el sureste de Tennessee, los bordes del oeste de Carolina del Sur, el norte de Georgia y el noreste de Alabama. Con posterioridad, la mayoría de los cheroqui fueron forzados a trasladarse a la meseta Ozark, en Oklahoma. Los cheroqui eran uno de los pueblos que se agrupaban en las «Cinco Tribus Civilizadas».
Los Cherokee son la tribu más numerosa de Estados unidos, con 819 000 individuos, aunque solo 284 000 individuos de sangre pura.

## Orígenes
Hay dos puntos de vista prevalecientes sobre el origen de los cheroqui. Una es que el cherokee, un pueblo de lengua iroquesa, era rezagado en relación con los Apalaches del Sur, que podrían haber emigrado en tiempos prehistóricos tardíos de las zonas del norte, el territorio tradicional de la más tarde de la confederación Haudenosaunee cinco naciones y otros pueblos de habla iroqués. Los investigadores en el siglo XIX registraron conversaciones con ancianos que relataban una tradición oral de la migración del pueblo cheroqui al sur de la región de los Grandes Lagos en la antigüedad. La otra teoría, que se discute por especialistas académicos, es que los cheroqui habían estado en el sureste desde hace miles de años. No hay evidencia arqueológica para esta teoría.
Algunos tradicionalistas, historiadores y arqueólogos creen que los cheroqui no llegaron a los Apalaches hasta el siglo XV o más tarde. Podrían haber migrado desde el norte y trasladado hacia el sur en territorio creek, estableciéndose en zonas de montículos construidos por la cultura Misisipi. En las primeras investigaciones, los arqueólogos habían atribuido erróneamente varios sitios de la cultura Misisipi a la cheroqui, incluyendo Moundville y Montículos Etowah. Estudios tardíos del siglo XX han demostrado de forma concluyente, en cambio, que el peso de la evidencia arqueológica en los sitios de muestra están, sin duda, relacionados con los antepasados de los pueblos muskogean en lugar de la cheroqui.
El precontacto cheroqui está considerado como parte de la fase posterior Pisgah del sur de los Apalaches, que duró desde alrededor de 1000 a 1500. A pesar del consenso entre la mayoría de los especialistas en arqueología y antropología del sudeste, algunos estudiosos sostienen que los antepasados del pueblo cheroqui vivieron en el oeste de Carolina del Norte y el este de Tennessee por un período de tiempo mucho más largo. A finales del período Arcaico y período silvícola, los indígenas de la región comenzaron a cultivar plantas como el pantano mayor, huauzontle, amaranto, girasoles y algunas calabazas nativas. Las personas crearon nuevas formas de arte como shell gorgets, adoptaron nuevas tecnologías y siguieron un ciclo detallado de ceremonias religiosas. Durante el período de la cultura del Misisipi (800-1500 d. C.), las mujeres locales desarrollaron una nueva variedad de maíz, llamado pedernal. Es muy parecido al maíz moderno y produce cosechas mayores. El cultivo exitoso de los excedentes de maíz permitió el surgimiento de grandes cacicazgos y más complejos, con varias aldeas y poblaciones concentradas durante este período. El maíz se hizo célebre entre los numerosos pueblos en las ceremonias religiosas, especialmente la Ceremonia del Maíz Verde.

## Lenguaje y escritura
El término castellano cheroqui puede deberse en origen al término en lengua cheroqui tsalagi (pronunciado shá-la-gui o chá-la-gui). Este pudo haber sido adaptado fonéticamente al castellano (o más probablemente a un dialecto barranqueño, ya que Hernando de Soto era extremeño) como chálaque, después al francés como chéraqui y luego al inglés como cherokee, volviendo de nuevo al castellano como cheroqui.
El término cheroqui tsálagi es fruto del intercambio lingüístico con los choctaw. Procede del vocablo choctaw chálaki, que quiere decir "los que viven en las montañas" o "los que viven en las cuevas", o en su caso "mariposas ligeras". El nombre que los cheroqui usaban originalmente para ellos mismos es ahniyvwiya ("los humanos"); la mayoría de las tribus nativas americanas tienen un nombre para sí mismas que quiere decir aproximadamente esto. Sin embargo, los actuales cheroqui se llaman a sí mismos tsálagi.
El idioma cheroqui es una lengua iroquesa polisintética y se escribe por medio de un silabario inventado por Sequoyah. Durante años muchos hablantes que empleaban el cheroqui lo hacían transcribiéndolo al alfabeto latino o usando fuentes incompletas para el silabario. Sin embargo, desde la incorporación del silabario cheroqui a Unicode, la lengua ha experimentado un auge en su empleo en la red, y ya existe una versión de Wikipedia en lengua cheroqui. Actualmente se cree que existió un silabario más antiguo transmitido por los ahnikutani, un clero antiguo de los cheroqui, y que precedió al silabario de Sequoyah, quien pudo haberse inspirado en el mismo para su gran tarea.

## Historia

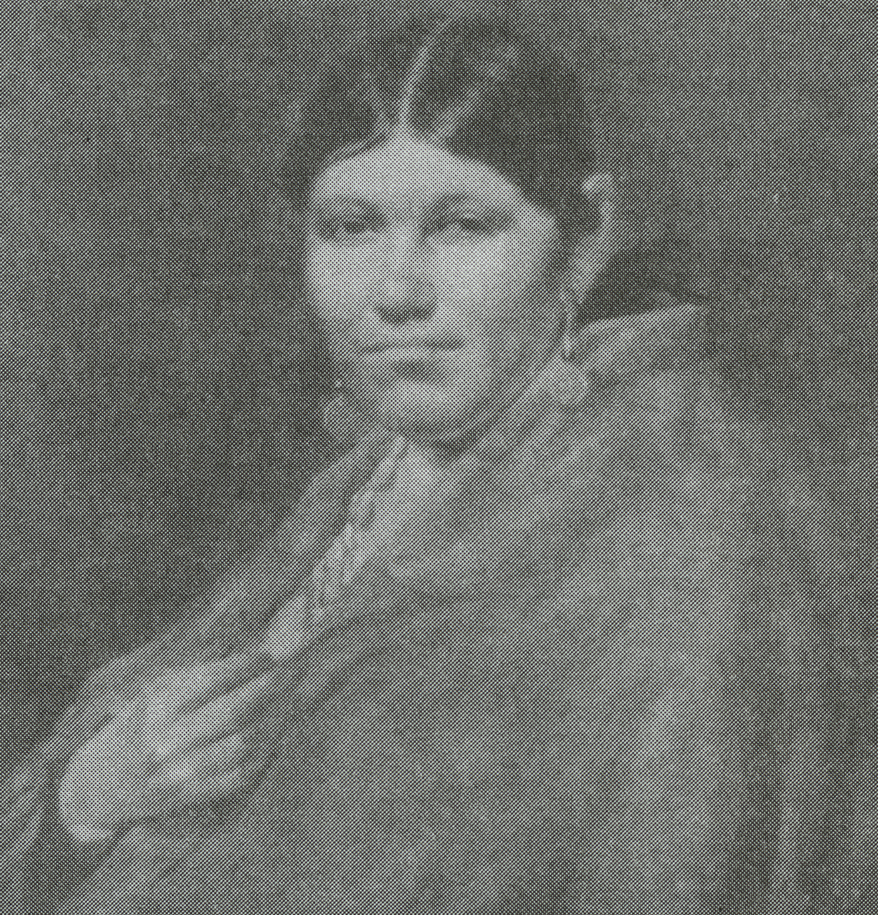
Mujer cheroqui, retrato de Edward Troye anterior a 1874.

Iniciándose aproximadamente al tiempo que la guerra de Independencia de Estados Unidos (a finales del 1700), las violaciones repetidas de los tratados por parte de los colonos blancos empujaron a algunos cheroqui a dejar su nación. Estos disidentes se trasladarían a través del río Misisipi a las áreas que más tarde serían los estados de Arkansas y Misuri. Sus asentamientos fueron establecidos sobre St. Francis y White River hacia 1800. Finalmente, debido al gran número de cheroqui en estas zonas, el gobierno estadounidense creó una reserva localizada en Arkansas, con frontera desde el norte del río Arkansas hasta la orilla sur del White River. Muchos de estos disidentes se hicieron conocidos, como Chickamauga. Liderados por el jefe Dragging Canoe, los chickamauga hicieron alianzas con los shawnee y atacaron por sorpresa asentamientos de colonos. Otros líderes cheroqui que vivieron en Arkansas fueron The Bowl, Sequoyah, Spring Frog y Tatsi (o The Dutch).
A finales de 1820, el Territorio de Arkansas tenía planeado la anexión del suelo cheroqui de Arkansas. Una delegación de los cheroqui de Arkansas se dirigió a Washington D. C., y fueron forzados a firmar un tratado de desocupación de la Reserva. Les quedaban dos opciones: cooperar con el gobierno de los Estados Unidos y trasladarse al Territorio Indio (posteriormente Oklahoma), o desafiar al gobierno estadounidense, rechazando el área de la Reserva de Arkansas. Alrededor de 1828, la tribu se divide, unos yendo al Territorio Indio y otros desobedecen al gobierno, quedándose en la Reserva de Arkansas. Los que se quedaron en la Reserva han presionado al Gobierno desde principios de 1900 para ser considerados una tribu federal cheroqui. El Gobierno estadounidense ha ignorado su solicitud.
Una vez que los cheroqui alcanzaron el Territorio Indio (ahora Oklahoma), la tensión subió y la suspensión de la Deuda de Sangre Cheroqui fue ignorada. El 22 de junio de 1839, después del aplazamiento de una asamblea tribal, algunos destacados firmantes del Treaty of New Echota fueron asesinados, incluyendo al redactor de la Deuda de Sangre, el comandante Ridge, con John Ridge y Elias Boudinot. Esto provocó 15 años de guerra civil entre los cheroqui. Uno de los insignes supervivientes fue Stand Watie, el cual llegó a ser general confederado durante la guerra de Secesión. Los cheroqui fueron una de las “Cinco Tribus Civilizadas”, que ultimó tratados y fueron reconocidos por los Estados Confederados de América.

Sello de la Nación Cherokee

En 1848, un grupo de cheroqui partió en una expedición hacia California buscando tierras para nuevos asentamientos. La expedición siguió el río Arkansas contra corriente a las montañas Rocosas en el Colorado actual, luego siguieron por la base de las montañas hacia el norte en el Wyoming actual, antes de dar la vuelta hacia el oeste. La ruta se conoció como la Senda Cheroqui. El grupo, que emprendió la prospección de oro en California, regresó de nuevo por la misma ruta al año siguiente, advirtiendo sedimentos de oro en los subafluentes de South Platte. El hallazgo pasó inadvertido durante una década, pero con el tiempo llegó a ser uno de los principales recursos en la Fiebre del oro de Colorado de 1859.
Otros cheroqui en la zona occidental de Carolina del Norte sirvieron como parte de la Thomas' Legion, una unidad de aproximadamente 1,100 hombres, tanto cheroqui como de origen blanco, luchando principalmente en Virginia, donde su historia era excepcional. La Thomas' Legion fue la última de las unidades Confederadas en rendirse en Carolina del Norte, en Waynesville, el 9 de mayo de 1865.
El Dawes Act de 1887 anuló los asentamientos agrícolas de sus tierras. Bajo la Curtis Act de 1898,  los tribunales y sistemas gubernamentales cheroqui fueron suprimidos por el gobierno federal estadounidense. Estas y otras acciones fueron ideadas para acabar con la soberanía tribal y preparar el terreno para la incorporación de Oklahoma como estado en 1907. El gobierno Federal designó a jefes de la Nación Cheroqui, a menudo con el tiempo justo para firmar solamente los tratados. Sin embargo, la Nación Cheroqui reconoció la necesidad de liderazgo y una convención general fue convocada en 1938 para elegir a un jefe, escogiendo a J. B. Milam como líder principal, y como gesto de buena voluntad Franklin Delano Roosevelt confirmó la elección en 1941.
W. W. Keeler fue designado jefe en 1949, pero como el Gobierno Federal adoptó la política de autodeterminación, la Nación Cheroqui fue capaz de reconstruir su gobierno y W. W. Keeler fue elegido jefe por el pueblo, por medio de un Acto del Congreso firmado por el presidente Nixon. Keeler, quien era también el presidente de Phillips Petroleum, fue sucedido por Ross Swimmer, Wilma Mankiller, Joe Byrd y Chad Smith, que es actualmente el jefe de la Nación (2005).
La United Keetoowah tomó un camino diferente de la Nación Cheroqui y recibió el reconocimiento federal después del Indian Reorganization Act  de 1934. Estos descienden de los "Viejos Colonos" cheroqui que partieron del oeste antes de la escisión. Los cheroqui de ascendencia japonesa son resultado de los matrimonios entre estos dos grupos en California.
Tribus cheroqui reconocidas por el Gobierno Federal de los Estados Unidos
- The Cherokee Nation of Oklahoma,

Bandera de la Nación Cheroqui

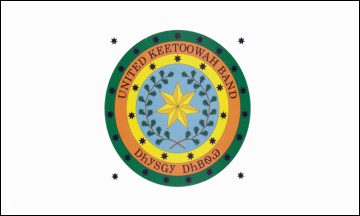
Bandera de la United Keetoowah Band of Cherokee Indians

- The United Keetoowah Band of Cherokee Indians,
- The Eastern Band of Cherokee Indians

## Nación cheroqui de Oklahoma
Durante el período 1898-1906, el gobierno federal de los Estados Unidos terminó la nación cheroki para facilitar la incorporación de "territorio indígena" en el estado de Oklahoma.  Durante 1906-1975, la estructura y función del gobierno de la nación cheroki no estaban bien definidas, pero durante el período 1975-1976, la tribu escribió una constitución como la "nación cheroqui de Oklahoma", y fue reconocida por el gobierno federal.  En 1999, la nación cheroqui de Oklahoma hizo varios cambios o añadidos a su constitución, uno de ellos la eliminación de la palabra "Oklahoma", dejando el nombre en "la nación cheroqui".[cita requerida]

## Cultura

### Instituciones culturales
La Qualla Arts and Crafts Mutual, Inc. de Cherokee (Carolina del Norte) es la cooperativa de arte nativo americano más antigua que continúa. Fue fundada en 1946 para proporcionar un lugar para los artistas tradicionales de la Banda Oriental Cheroqui. El Museo del Indio Cherokee, también en Cherokee, muestra exposiciones permanentes y cambiantes, alberga archivos y colecciones importantes para la historia de los Cheroquis, y patrocina grupos culturales, como los Guerreros del grupo de danza AniKituhwa.
En 2007, la Banda Oriental de los Indios Cherokee se asoció con el Southwestern Community College (de Carolina del Norte) y la Western Carolina University para crear el Instituto Oconaluftee para las Artes Culturales (OICA), con el fin de pone énfasis en el arte y la cultura nativos en la enseñanza de las bellas artes tradicionales. Con ello se pretende tanto preservar las formas artísticas tradicionales como fomentar la exploración de ideas contemporáneas. Ubicado en Cherokee, el OICA ofrecía un programa de grado asociado. En agosto de 2010, OICA adquirió una tipografía e hizo refundir el silabario cherokee para comenzar a imprimir libros de arte y grabados únicos en la lengua cherokee. En 2012, el programa de grado de Bellas Artes en OICA se incorporó al Southwestern Community College y se trasladó al SCC Swain Center, donde sigue funcionando.
El Centro del Patrimonio Cherokee, de Park Hill, Oklahoma es el lugar donde se reproduce una antigua aldea cherokee, la Aldea Rural Adams (que incluye edificios del siglo XIX), las Granjas Nofire y el Centro de Investigación de la Familia Cherokee para la genealogía. El Centro del Patrimonio Cherokee también alberga los Archivos Nacionales Cherokee. Tanto la Nación Cherokee (de Oklahoma) como la Banda Unida Keetoowah de Cherokee, así como otras tribus, contribuyen a la financiación del CHC.

### Matrimonio
Antes del siglo XIX, la poligamia era común entre los cheroquis, especialmente por parte de los hombres de la élite. La cultura matrilineal significaba que las mujeres controlaban la propiedad, como sus viviendas, y sus hijos se consideraban nacidos en el clan de su madre, donde adquirían un estatus hereditario.  El ascenso a puestos de liderazgo estaba generalmente sujeto a la aprobación de las mujeres mayores.  Además, la sociedad era matrifocal; habitualmente, una pareja casada vivía con la familia de la mujer o cerca de ella, por lo que podía ser ayudada por sus parientes femeninos.  El hermano mayor era un mentor más importante para sus hijos que su padre, que pertenecía a otro clan. Tradicionalmente, las parejas, especialmente las mujeres, pueden divorciarse libremente.
Era inusual que un hombre cheroqui se casara con una mujer europea-americana.  Los hijos de esa unión estaban en desventaja, ya que no pertenecerían a la nación.  Nacerían fuera de los clanes y tradicionalmente no se les consideraba ciudadanos cheroquis. Esto se debe al aspecto matrilineal de la cultura cheroqui. Cuando los cherokees empezaron a adoptar algunos elementos de la cultura europea-americana a principios del siglo XIX, enviaron a jóvenes de élite, como John Ridge y Elias Boudinot a escuelas americanas para recibir educación. Después de que Ridge se casara con una mujer europea-americana de Connecticut y Boudinot se comprometiera con otra, el Consejo Cherokee aprobó en 1825 una ley que convertía a los hijos de esas uniones en ciudadanos de pleno derecho de la tribu, como si sus madres fueran cheroquis. Esta era una forma de proteger a las familias de los hombres que se esperaba que fueran líderes de la tribu.
A finales del siglo XIX, el gobierno de Estados Unidos puso nuevas restricciones al matrimonio entre un cheroqui y un no cheroqui, aunque seguía siendo relativamente común. Un hombre europeo-estadounidense podía casarse legalmente con una mujer cheroqui mediante una petición al tribunal federal, después de obtener la aprobación de diez de sus parientes de sangre.  Una vez casado, el hombre tenía el estatus de "blanco intermedio", un miembro de la tribu cheroqui con derechos restringidos; por ejemplo, no podía ocupar ningún cargo tribal. Seguía siendo ciudadano de los Estados Unidos y se regía por sus leyes. [Los matrimonios de derecho común eran más populares. Tales "blancos entrecruzados" figuraban en una categoría separada en los registros de las Listas de Dawes, preparadas para la asignación de parcelas de tierra a los hogares individuales de los miembros de la tribu, en la política federal de principios del siglo XX para la asimilación de los nativos americanos.

### Roles de género
Los hombres y las mujeres han desempeñado históricamente papeles importantes pero, a veces, diferentes en la sociedad cheroqui. Históricamente, las mujeres han sido principalmente las cabezas de familia, dueñas del hogar y de la tierra, agricultoras de las tierras de la familia y "madres" del clan. Como en muchas culturas nativas americanas, las mujeres cheroquis son honradas como dadoras de vida. Como dadoras y cuidadoras de la vida a través del parto y el cultivo de plantas, y líderes de la comunidad como madres del clan, las mujeres son tradicionalmente líderes de la comunidad cherokee. Algunas han servido como guerreras, tanto históricamente como en la cultura contemporánea en el servicio militar. Las mujeres cheroqui son consideradas como guardianes de la tradición y responsables de la preservación cultural.
Aunque hay un registro de un viajero no nativo en 1825 que notó lo que él consideraba "hombres que asumían la vestimenta y realizaban las tareas de las mujeres," hay una falta de evidencia de lo que se consideraría  individuos "dos espíritus" en la sociedad cheroqui, como es generalmente el caso en las culturas matriarcales y matrilineales. [cita requerida]
La redefinición de los roles de género en la sociedad de la Nación Cheroqui se produjo por primera vez en el período de tiempo entre 1776-1835. Este período está demarcado por la exploración y posterior invasión del explorador Hernando de Soto, fue seguido por la Revolución Americana en 1776 y culminó con la firma del Tratado de Nueva Echota en 1835. El propósito de esta redefinición era imponer normas y estándares sociales europeos al pueblo Nación Cheroqui. El efecto duradero de estas prácticas reorganizó las formas de gobierno cherokee hacia una sociedad dominada por los hombres que ha afectado a la nación durante generaciones. Miles sostiene que los agentes blancos fueron los principales responsables del cambio de actitud de la Nación Cheroqui hacia el papel de la mujer en la política y en los espacios domésticos. Estos "agentes blancos" podrían identificarse como misioneros blancos y colonos blancos que buscaban el "destino manifiesto". Para el momento de la remoción a mediados de la década de 1830, los hombres y mujeres cheroquis habían comenzado a cumplir con diferentes roles y expectativas según lo definido por el programa de "civilización" promovido por los presidentes estadounidenses George Washington y Thomas Jefferson.

### La esclavitud
La esclavitud era un componente de la sociedad cheroqui antes de la colonización europea de las Américas, ya que con frecuencia esclavizaban a los cautivos enemigos tomados durante los tiempos de conflicto con otras tribus indígenas. Según su tradición oral, los cheroquis consideraban la esclavitud como el resultado del fracaso de un individuo en la guerra y como un estatus temporal, a la espera de la liberación o la adopción del esclavo en la tribu. Durante la época colonial, los colonos de la provincia de Carolina (ingleses, holandeses, suecos, alemanes....) compraron o impresionaron a los cheroquis como esclavos durante finales del siglo XVII y principios del XVIII. Los cheroquis también se encontraban entre los pueblos nativos americanos que vendían esclavos indios a los comerciantes para utilizarlos como trabajadores en Virginia y más al norte. Los llevaban como cautivos en las incursiones contra las tribus enemigas.
A medida que los cheroquis empezaron a adoptar algunas costumbres euroamericanas, comenzaron a comprar afroamericanos esclavizados para que sirvieran como trabajadores en sus granjas o plantaciones, que algunas de las familias de la élite tenían en los años anteriores a la guerra. Cuando los cheroquis fueron expulsados a la fuerza en el Camino de las Lágrimas, se llevaron esclavos con ellos, y adquirieron otros en el Territorio Indio.